# 约瑟夫·多斯塔尔
约瑟夫·多斯塔尔（捷克語：Josef Dostál，1993年3月3日—），捷克男子皮划艇运动员。他曾代表捷克参加2012年、2016年和2020年夏季奥林匹克运动会皮划艇比赛，获得一枚银牌和三枚铜牌。